# 矢崎貴子
矢崎 貴子（やざき たかこ、1993年2月21日 - ）は、山梨県山梨市出身の元ハンドボール選手。

## 経歴
日本体育大学時代は2011年に第11回女子ジュニアアジア選手権の日本代表U-20に選ばれた。
2012年は第18回女子ジュニア世界選手権の日本代表U-20に選出された。
2014年は関東学生ハンドボール・春季リーグで特別賞を受賞。同年8月には第22回世界学生選手権の日本代表U-24に選ばれた。
2015年に日本ハンドボールリーグのソニーセミコンダクタへ加入。
2017-18年シーズンは肩の故障でマネージャーに専念。シーズン終了後に現役引退を発表した。

## 詳細情報

### 年度別成績
| 年       | チーム   | 試合 | フィールド 得点 | 率   | 7m  | 合計 | 警告 | 退場 | 失格 |
| -------- | -------- | ---- | --------------- | ---- | --- | ---- | ---- | ---- | ---- |
| 2015-16  | ソニー   | 0    | -               | -    | -   | -    | -    | -    | -    |
| 2016-17  | ソニー   | 13   | 2/3             | .667 | 0/0 | 2/3  | 0    | 0    | 0    |
| 2017-18  | ソニー   | 0    | -               | -    | -   | -    | -    | -    | -    |
| JHL：3年 | JHL：3年 | 13   | 2/3             | .667 | 0/0 | 2/3  | 0    | 0    | 0    |

### 記録
- 日本リーグ初得点：2016年9月22日、対広島メイプルレッズ戦（マエダハウジング東区スポーツセンター）[7]

### 背番号
- 13 (2015年 - 2018年)